# پارک هیون بین
پارک جی اونگ (کره‌ای: 박지웅؛ زادهٔ ۲۸ اکتبر ۱۹۸۲) که بیشتر با نام هنری پارک هیون بین (کره‌ای: 박현빈) شناخته می‌شود، خواننده تروت اهل کره جنوبی است. وی از سال ۲۰۰۶ میلادی تاکنون مشغول فعالیت بوده‌است.